# ماتی، یونان
ماتی (به لاتین: Mati) یک شهرداری در یونان است که در استان آتیک واقع شده‌است. ماتی ۲۰۰ نفر جمعیت دارد.